# Hannover CL.II

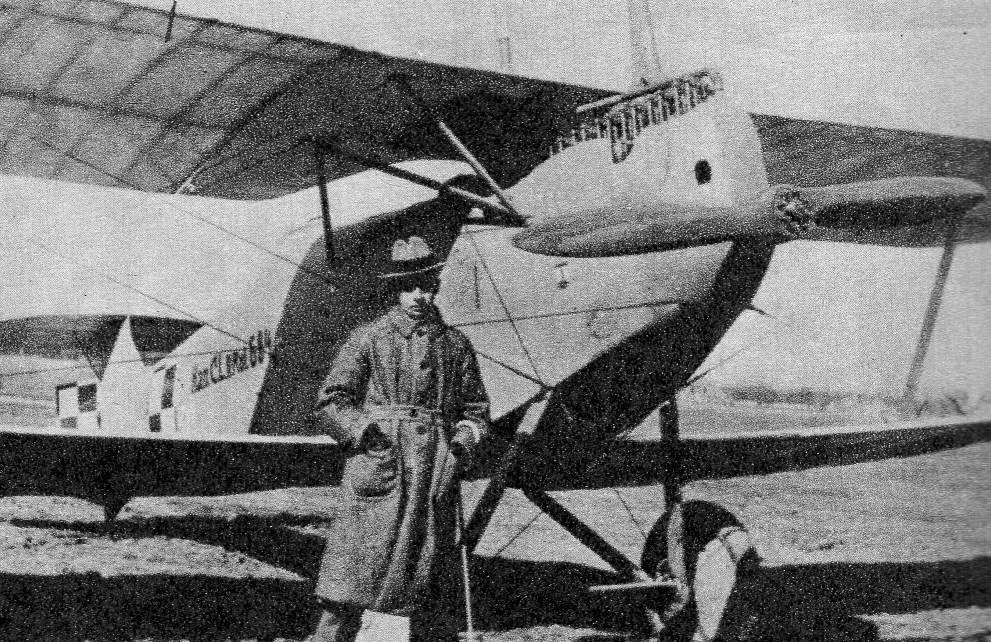
Maszyna zmodernizowana w CWL - inż. Zdzisław Zych-Płodowski

Hannover CL.II – niemiecki dwumiejscowy samolot myśliwski i rozpoznawczy z okresu I wojny światowej, budowany seryjnie od 1917 roku w niemieckiej wytwórni Hannoversche Waggonfabrik oraz na licencji w wytwórni Roland.

## Historia
W sierpniu 1916 roku niemiecki Inspektorat Wojsk Powietrznych (Idflieg) podjął decyzję o budowie dwumiejscowych samolotów klasy Cl (CL), lżejszych i bardziej manewrowych niż dotychczasowe samoloty rozpoznawcze klasy C, mogących służyć jako samoloty rozpoznawcze bliskiego zasięgu oraz myśliwce eskortowe. Jedną z fabryk, które podjęły się zadania skonstruowania takiego samolotu, była fabryka wagonów Hannoversche Waggonfabrik A.G. (Hawa) w Hanowerze, która wcześniej zajmowała się licencyjną produkcją samolotów. Projekt opracował nowo zatrudniony inżynier Hermann Dorner, początkowo pod oznaczeniem fabrycznym Typ 3a. Mimo braku wcześniejszych własnych projektów, samolot okazał się udaną konstrukcją, która zwyciężyła w rywalizacji z samolotami klasy CL innych wytwórni, poza  Halberstadt CL.II.
W maju 1917 roku Idflieg zamówił budowę trzech prototypów z silnikiem Argus As III o mocy 180 KM. 21 lipca 1917 samolot pod oznaczeniem wojskowym Hannover CL.II przeszedł pomyślnie wojskowe badania typu. W sierpniu lotnictwo zamówiło pierwsze 200 sztuk, które znajdowały się już w produkcji, a we wrześniu dalsze 300. Ogółem wyprodukowano 439 samolotów CL.II według powojennej komisji alianckiej lub 443 według wyliczeń P. Grosza. Oprócz zakładów Hawa, 200 dalszych samolotów CL.II(Rol) zbudowano w 1918 roku na licencji w wytwórni Luft-Fahrzeug-Gesellschaft (LFG Roland), jednakże były one przeznaczone jedynie do szkolenia.
Samolot Hannover prócz wersji CL.II był produkowany także w ulepszonych odmianach Hannover CL.III i CL.IIIa, różniących się wzmocnionym płatowcem o nieco mniejszej masie i wymiarach. CL.III (fabryczny Typ 3b) napędzany był silnikiem Mercedes D.III 160 KM i przeszedł próby typu 23 lutego 1918 roku. Z zamówienia na 200 sztuk wyprodukowano w tej wersji tylko 80, a dalsze produkowano jako CL.IIIa, z silnikiem Argus As III, zamawiane do końca wojny. Według powojennej komisji alianckiej wyprodukowano 573 CL.IIIa podczas wojny i 38 zaraz po niej.
Samoloty Hannover CL.II konstrukcyjnie były podobne do samolotów produkowanych przez wytwórnię Albatros. Upodabniał je m.in. półskorupowy kadłub kryty sklejką i komora płatów przypominająca półtorapłat. Wyróżniały się natomiast oryginalnym dwupłatowym usterzeniem poziomym. Usterzenie takie zastosowano w celu zmniejszenia jego rozpiętości, by ograniczyć w ten sposób martwe pole ostrzału.

## Użycie w lotnictwie
Pierwsze samoloty Hannover CL.II pojawiły się na froncie jesienią 1917 roku, przydzielane do eskadr rozpoznawczych w celu eskortowania używanych tam samolotów kategorii C. Samoloty te były wykazywane w inwentarzu już w październiku tego roku lub wcześniej. W grudniu było ich już 162, a w lutym 1918 roku ich liczba osiągnęła maksimum – 295, po czym do sierpnia spadła do 31. Od marca-kwietnia 1918 roku były one zastępowane przez samoloty wersji CL.III (maksymalnie 67 na froncie w czerwcu), a następnie CL.IIIa, których liczba w sierpniu 1918 sięgnęła 233. Jako samoloty rozpoznawcze nie odegrały większej roli, mimo możliwości wyposażenia w aparaty fotograficzne i radiostację. Natomiast w charakterze samolotów myśliwskich w eskadrach osłaniających samoloty rozpoznawcze, wspierających wojska lądowe (Schutzstaffel, w skrócie Schusta – eskadra ochronna), spisywały się znakomicie. Oprócz wysokiej manewrowości i dobrego wnoszenia na małej wysokości, zaletą był nisko umieszczony górny płat, przez co strzelec w swojej kabinie miał szerokie pole ostrzału. Dlatego też w marcu 1918 roku wszystkie niemieckie eskadry osłaniające w liczbie 38, wyposażono w te samoloty, jednocześnie przemianowano je na eskadry szturmowe (Schlachtstaffel, w skrócie Schlasta).
Samoloty Hannover CL.II, CL.III i CL.IIIa używane były do końca I wojny światowej na wszystkich frontach w lotnictwie niemieckim i austro-węgierskim. Zanotowały one podczas wojny najniższy procent strat ze wszystkich niemieckich samolotów  dwumiejscowych.
Samoloty używane były prawdopodobnie przez siły lotnicze Holandii i Norwegii.

## Użycie w lotnictwie polskim
W 1918 roku polskie oddziały zdobyły na Niemcach w Małopolsce i byłym zaborze rosyjskim 23 samoloty Hannover CL.II, w tym 13 produkcji Rolanda. Samoloty CL.II nazywane były w Polsce błędnie Rolandami. Do typu CL.II zaliczany był też później w dokumentach jedyny zakupiony samolot wersji CL.IIIa (numer 218/18). Po wyremontowaniu w Centralnych Warsztatach Lotniczych otrzymały polski numer typu 8 i znalazły się w latach 1919–1920 na wyposażeniu eskadr wywiadowczych: m.in. 2., 4., 5., 6., 8., 11., 12. i 17., a także do szkolenia. Największej liczby używała 8. eskadra wywiadowcza – do 5 jednocześnie, pozostałe eskadry używały 1–2 sztuki. Brały udział w wojnie polsko-bolszewickiej.
W styczniu 1921 roku ocalałe samoloty zostały wycofane ze służby liniowej, jeden pozostał na wyposażeniu Wyższej Szkoły Pilotów w Grudziądzu do końca 1922 roku.

## Polski samolot CWL SK-1 Słowik

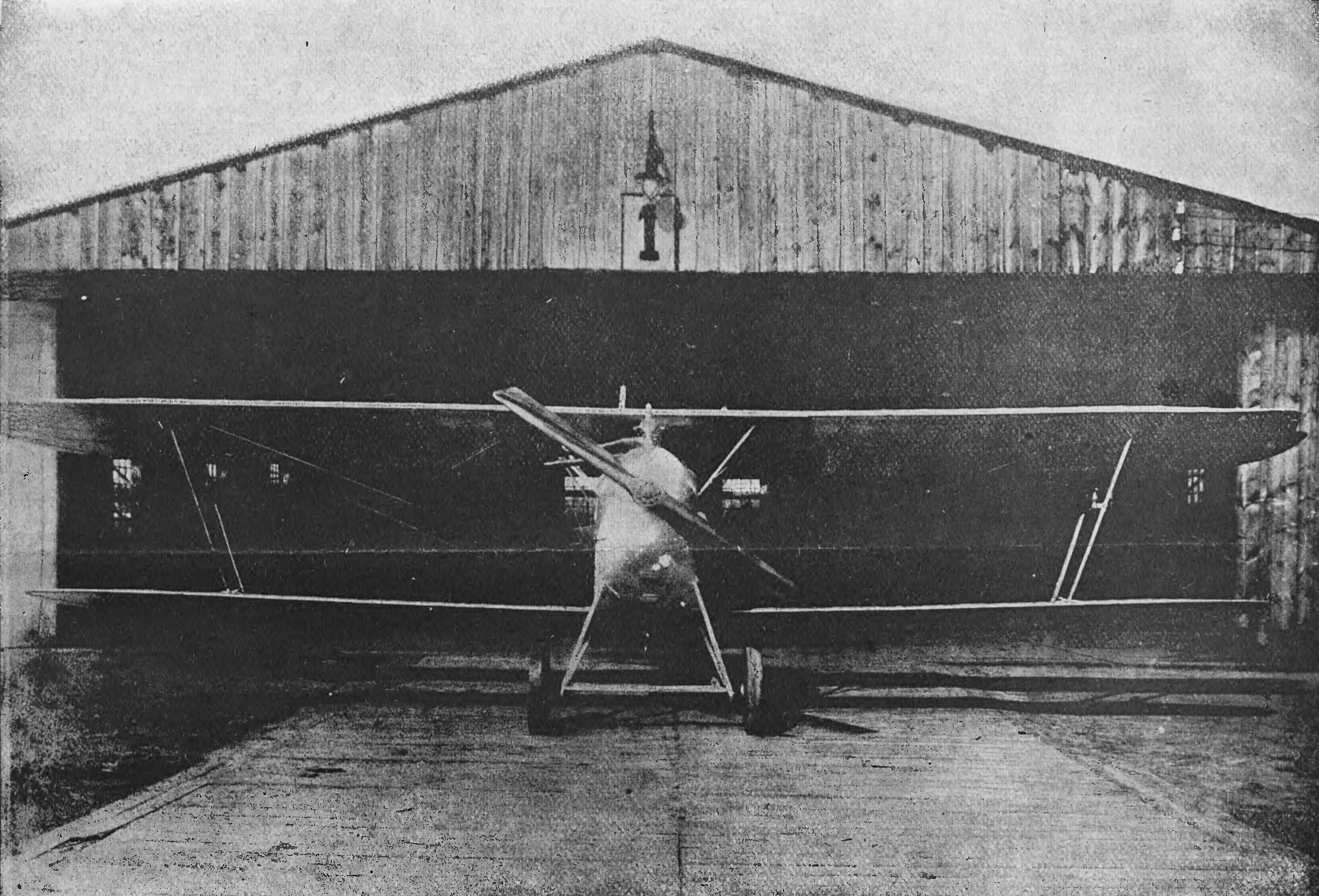
Samolot, na którym rozbił się Karol Słowik

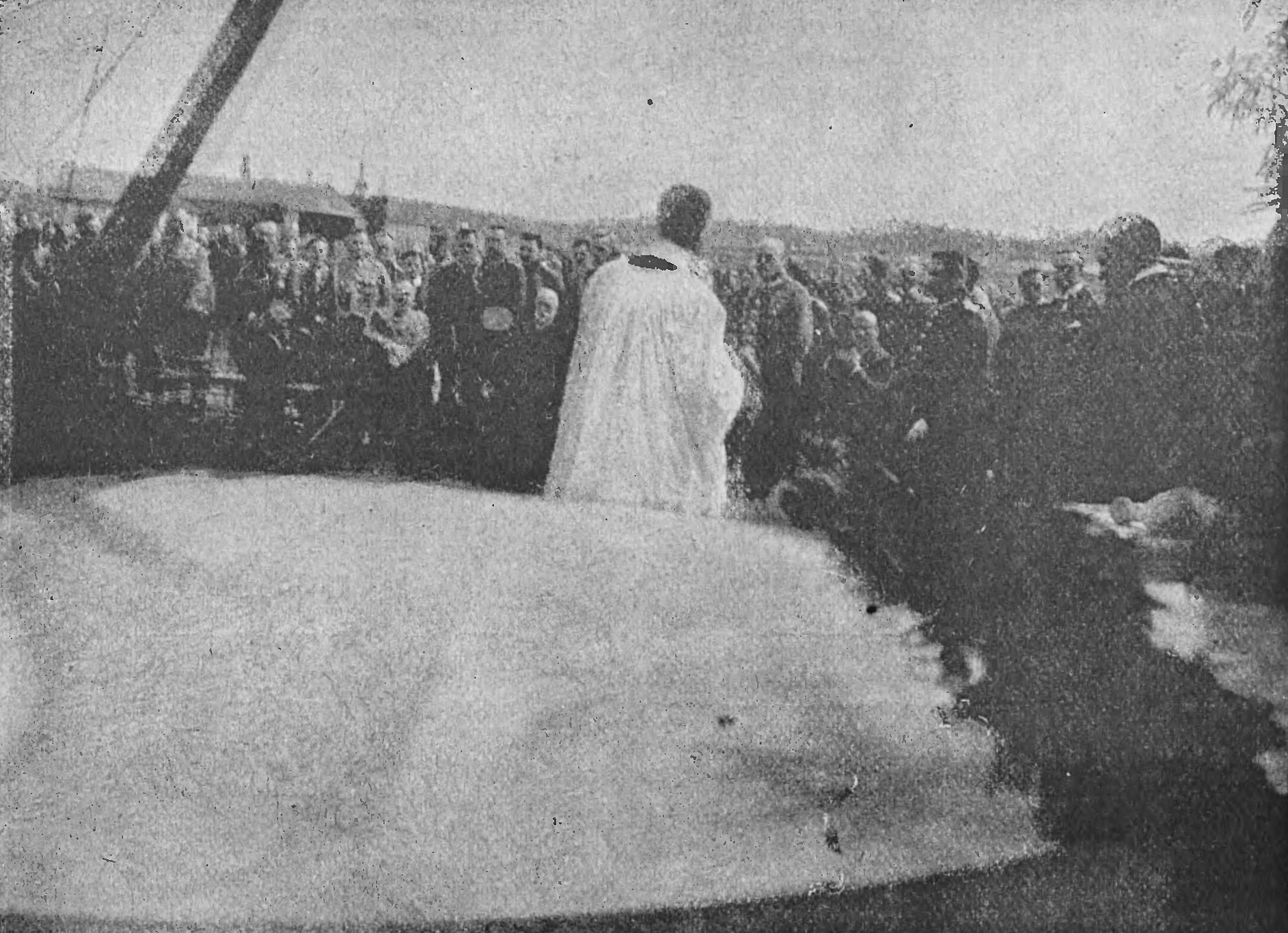
Poświęcenie maszyny

Na wiosnę 1919 roku kierownik Centralnych Warsztatów Lotniczych znajdujących się na lotnisku mokotowskim w Warszawie, por. pil. inż. Karol Słowik postanowił zbudować od podstaw samolot, który miał być pierwszym samolotem zbudowanym w Polsce po odzyskaniu niepodległości. W warsztatach dysponował niezbędną kadrą techniczną, lecz nie było jeszcze wykwalifikowanych konstruktorów lotniczych. Podjęto w związku z tym decyzję o zbudowaniu samolotu będącego wierną kopią dobrego samolotu niemieckiego. Centralne Warsztaty Lotnicze zajmowały się bowiem remontami oraz składaniem z części pozostawionych przez Niemców samolotów niemieckiej produkcji. Na podstawie opinii pilotów zdecydowano, że wzorem będzie samolot Hannover CL.IIa (produkcji LFG Roland).
Na polecenie inż. Karola Słowika zgromadzono wszystkie zespoły konstrukcyjne samolotu Hannover CL.IIa i na ich podstawie opracowano dokumentację samolotu oznaczonego jako CWL SK-1 (skrót od pierwszych liter nazwiska i imienia kierownika CWL). W skład zespołu opracowującego wszedł inż. Mieczysław Pęczalski – kierownik biura technicznego CWL oraz inż. Władysław Zalewski. Ten ostatni zrezygnował z pracy w tym zespole, gdyż nie zgadzał się z inż. Słowikiem w sprawie metody budowy samolotu. Inż. Słowik stawiał bowiem nacisk na wierne odwzorowanie poszczególnych elementów, natomiast nie przywiązywał wagi do jakości i wytrzymałości materiałów z których je wykonywano.
W połowie 1919 roku z wyprodukowanych elementów zmontowano samolot SK-1. W czasie kontroli montażu stwierdzono pewne braki, związane z jakością materiałów z których wykonano poszczególne elementy. Samolot został pomalowany w całości na biało a po obu stronach kadłuba wymalowano białe orły na czerwonym tle oraz biało-czerwone szachownice na kadłubie, skrzydłach i usterzeniu.
Oblotu maszyny dokonał pilot oblatywacz Centralnych Warsztatów Lotniczych Bolesław Skraba. W czasie tego lotu zauważył on niepokojące objawy (silne drgania linek usztywniających komorę płatów) i po wylądowaniu stwierdził, że samolot ten nie nadaje się do dalszego latania – co przekazał inż. Słowikowi. Pomimo tego w dniu 9 sierpnia 1919 roku odbył się pierwszy oficjalny lot samolotu w obecności ówczesnego wiceministra obrony narodowej gen. por. Majewskiego. Samolot pilotował inny pilot, ppor. pil. Kazimierz Jesionowski a pasażerem był por. inż. Karol Słowik. Lot zakończył się pomyślnie. Był to pierwszy lot samolotu zbudowanego w niepodległej Polsce, a płatowiec był wykonany w całości z polskich części. Samolot otrzymał nazwę Orła Białego.
W dniu 23 sierpnia 1919 roku odbył się następny lot pokazowy z udziałem Naczelnego Wodza Józefa Piłsudskiego. W tym dniu załogę stanowili ppor. pil. Kazimierz Jesionowski i jako pasażer por. inż. Karol Słowik. Po starcie samolot wykonał jedno okrążenie, a następnie w czasie lotu w kierunku zgromadzonych gości rozpadł się w powietrzu. W wyniku katastrofy jego załoga zginęła.
W połowie lat dwudziestych przeprowadzono badania resztek samolotu CWL SK-1 w wytwórni Plage i Laśkiewicz w Lublinie, w trakcie której stwierdzono, że przyczyną katastrofy była zbyt mała wytrzymałość linek nośnych: dwukrotnie mniejsza niż stosowanych wówczas linek produkcji niemieckiej, a pięciokrotnie mniejsza niż stosowane w polskich wytwórniach lotniczych w latach dwudziestych. Linki te nie wytrzymały obciążeń podczas lotu co spowodowało katastrofę.

## Opis konstrukcji
Samolot Hannover CL.II był dwumiejscowym samolotem myśliwsko-obserwacyjnym, dwupłatem o konstrukcji mieszanej, przeważnie drewnianej. Podwozie klasyczne – stałe. Napęd: silnik rzędowy, śmigło drewniane, dwułopatowe.
Uzbrojenie:
- 1 karabin maszynowy MG08 kal. 7,92 mm – stały zsynchronizowany, obsługiwany przez pilota
- 1 karabin maszynowy Parabellum kal. 7,69 mm – ruchomy, na obrotnicy w kabinie obserwatora, obydwa z zapasem po 500 naboi